# Айнатас (Жигергенский сельский округ)
Жігірген (каз. Айнатас) — село в Казыгуртском районе Туркестанской области Казахстана. Входит в состав Жигергенского сельского округа. Код КАТО — 514036200.

## Население
В 1999 году население села составляло 1215 человек (640 мужчин и 575 женщин). По данным переписи 2009 года, в селе проживало 1449 человек (792 мужчины и 657 женщин).